# Гирбоу
Гирбоу (рум. Gârbou) — село у повіті Селаж в Румунії. Адміністративний центр комуни Гирбоу.
Село розташоване на відстані 367 км на північний захід від Бухареста, 27 км на схід від Залеу, 44 км на північ від Клуж-Напоки.

## Населення
За даними перепису населення 2002 року у селі проживали 680 осіб.
Національний склад населення села:
| Національність | Кількість осіб | Відсоток |
| -------------- | -------------- | -------- |
| румуни         | 614            | 90,3%    |
| цигани         | 58             | 8,5%     |
| угорці         | 8              | 1,2%     |

Рідною мовою назвали:
| Мова      | Кількість осіб | Відсоток |
| --------- | -------------- | -------- |
| румунська | 629            | 92,5%    |
| циганська | 43             | 6,3%     |
| угорська  | 8              | 1,2%     |